# 波江座Z
波江座Z，又名BD-13 530，HD 17491、SAO 148612、HR 832，是波江座的一颗恒星，视星等为6.9，位于銀經190.42，銀緯-59.04，其B1900.0坐标为赤經2h 43m 8.4s，赤緯-12° -59.04′ 38″。